# (500176) 2012 FN45
(500176) 2012 FN45 es un asteroide perteneciente al cinturón de asteroides, descubierto el 10 de mayo de 2005 por el equipo del Mount Lemmon Survey desde el Observatorio del Monte Lemmon, Arizona, Estados Unidos.

## Designación y nombre
Designado provisionalmente como 2012 FN45.

## Características orbitales
2012 FN45 está situado a una distancia media del Sol de 2,369 ua, pudiendo alejarse hasta 2,656 ua y acercarse hasta 2,083 ua. Su excentricidad es 0,120 y la inclinación orbital 1,811 grados. Emplea 1332,56 días en completar una órbita alrededor del Sol.

## Características físicas
La magnitud absoluta de 2012 FN45 es 18,3.